# 黛绮莉

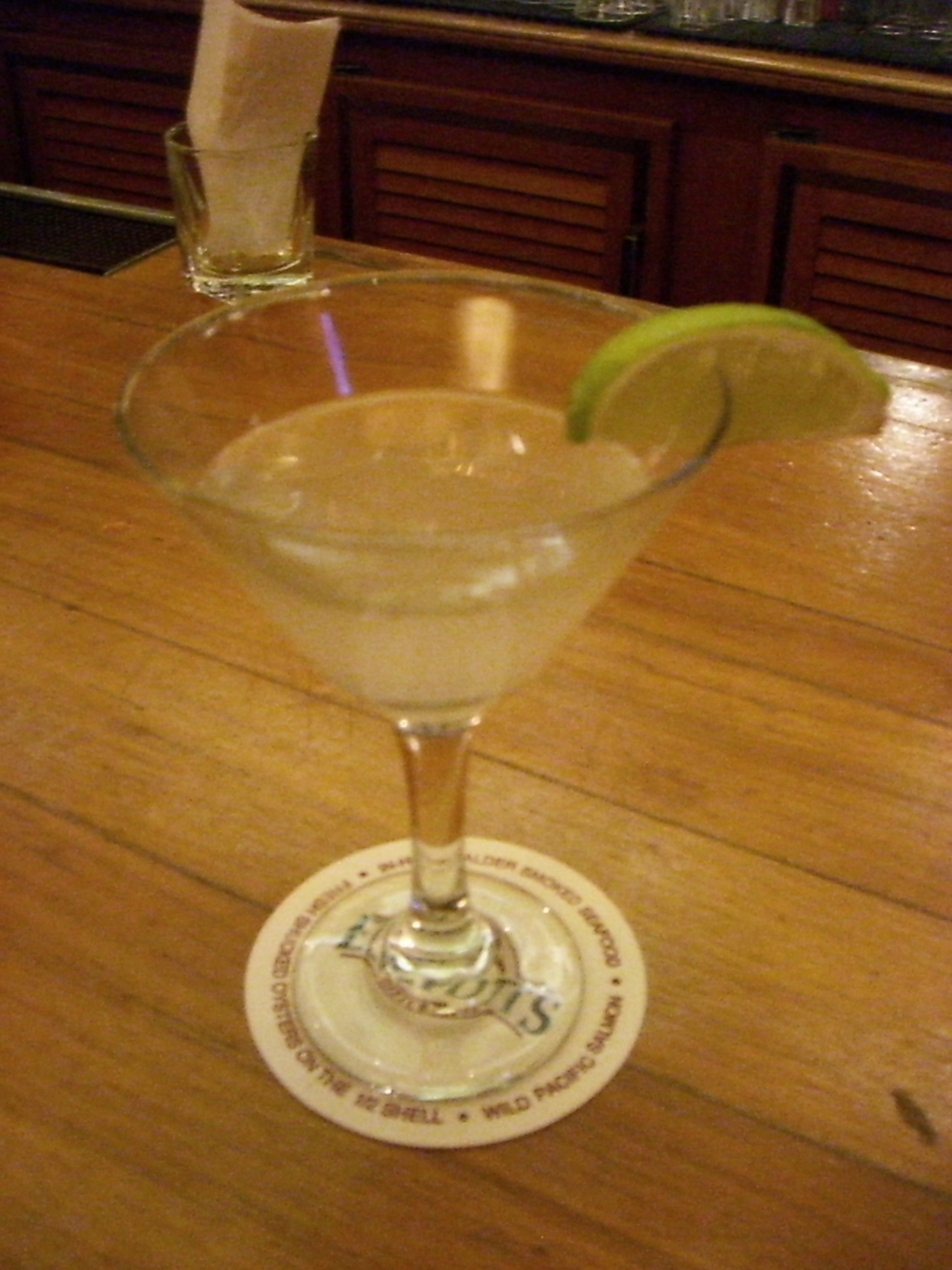

黛绮莉（英語：Daiquiri），也称为德贵丽、戴克瑞，是一种主要以蘭姆酒为主料的鸡尾酒，1898年由一位在古巴一个叫德贵丽的小村莊的铁矿裡工作的美国採礦工程师 Jennings Stockton Cox 发明的。據說作家海明威很愛喝這種雞尾酒，但並不喜歡在當中加入糖，因此該雞尾酒的不加糖變種又名為海明威特調（Hemingway special）。

## 变种
- 冰沙黛綺莉（Frozen Daiquiri）
- 海明威特调（Hemingway Special）
- 菠萝黛绮莉（Pineapple Daiquiri）
- 桃黛绮莉（Peach Daiquiri）
- 草莓黛绮莉（Strawberry Daiquiri）